# Mijik
Mijik  (in arabo مجيك‎?) è un centro abitato e comune rurale del Marocco situato nella provincia di Oued Ed-Dahab, regione di Dakhla-Oued Ed Dahab. Conta una popolazione di 519 abitanti (censimento 2004).